# Oresbius habermehli
Oresbius habermehli är en stekelart som först beskrevs av Ulbricht 1910.  Oresbius habermehli ingår i släktet Oresbius och familjen brokparasitsteklar. Inga underarter finns listade i Catalogue of Life.